# Caille à l'étouffée
La caille à l'étouffée (codornices estofadas) est une spécialité culinaire espagnole faite en ragoût. L'ingrédient principal est la caille (Coturnix coturnix), qui est apparentée dans la cuisine traditionnelle à une volaille de chasse, surtout en Castille-La Manche. C'est un plat unique qui est généralement accompagné de poivron grillé (pimiento morrón).
Les cailles sont généralement cuites dans un autocuiseur, ou lentement dans un pot en argile. Elles sont braisés avec d'autres légumes et diverses herbes aromatiques. Le mets est généralement accompagné de pommes de terre bouillies ou de champignons. À Castille-et-León, c'est également un plat traditionnel, par exemple dans la ville ségovienne de Fresno de Cantespino, où les habitants ont leur propre recette appelée codornices a la fresnense.